# Colgate-Palmolive
Colgate-Palmolive (Колґейт-Палмолів) — американська транснаціональна компанія з виготовлення засобів гігієни. Спеціалізується на надані послуг побутових, охорони здоров'я та виробництві особистих виробів таких як мило, миючі засоби і гігієни порожнини рота (у т.ч. зубна паста й зубні щітки). Під брендом "Hill's" компанія виробляє товари для ветеринарії. Штаб-квартира Colgate-Palmolive розташована в Нью-Йорку, США. Чистий прибуток компанії у 2013 році склав 2,241 млрд доларів США.

## Історія

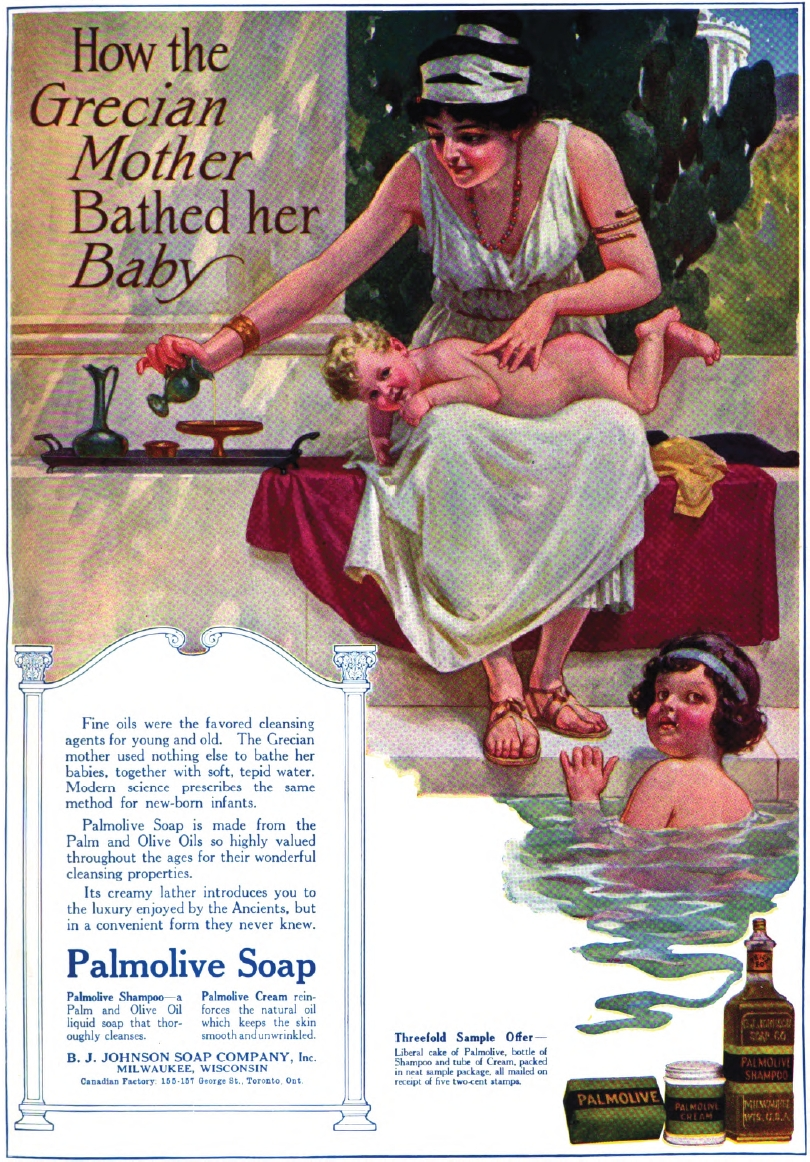
Реклама мила Palmolive у 1915 році

Історія компанії Colgate починається ще в дев'ятнадцятому столітті, в 1806 році. Засновником компанії був Вільям Колгейт, емігрант з Великої Британії, який відкрив бізнес з продажу крохмалю, свічок і мила в Нью-Йорку. Компанія тоді виробляла, в основному, туалетне мило і крохмаль в гранулах. У 1857 Вільям Колґейт помер. Компанія тоді була відома як Colgate & Company. У 1866 році почалося виробництво ароматизованого мила, парфумерної продукції.
Історія зубної пасти Colgate починається в 1873 рік, коли з'явився ароматизований дентальний крем, тобто, зубна паста. У 1896 році замість скляних баночок, які служили вмістилищем зубної пасти тепер використовувалися тюбики з олова, схожі на використовувані в наші дні. В історію зубної пасти ідея застосування тюбиків як тари для пастоподібних продуктів увійшла завдяки стоматологу Шеффілду; через рік Colgate запустила виробництво пасти в тюбиках і стала правовласником цього винаходу.
У 1906 році було налагоджено виробництво в Джерсі-Сіті. Через два роки компанія переїхала в Джерсі Сіті в повному складі. У 1928 році компанія Colgate & Company злилася з компанією Palmolive. У результаті цієї угоди компанія, яка тепер стала називатися «Colgate-Palmolive-Peet Company» стала одним з найбільших у галузі: до 1940 року обсяг продажів перевищив 100 мільйонів доларів. Це була одна з перших транснаціональних компаній в історії, яка виробляла зубні пасти та мило. У двадцяті роки були відкриті філії у Франції, Австралії, Великій Британії, Італії, Німеччини, Мексиці, потім і на Філіппінах, в Бразилії, в Аргентині. У 1937 році компанія відкрила філії майже в усіх державах Південної Африки. 1947 рік був ознаменований випуском двох значущих продуктів, які пізніше стали знаменитими брендами в середовищі миючих засобів: прального порошку Fab і миючого засобу Ajax. 

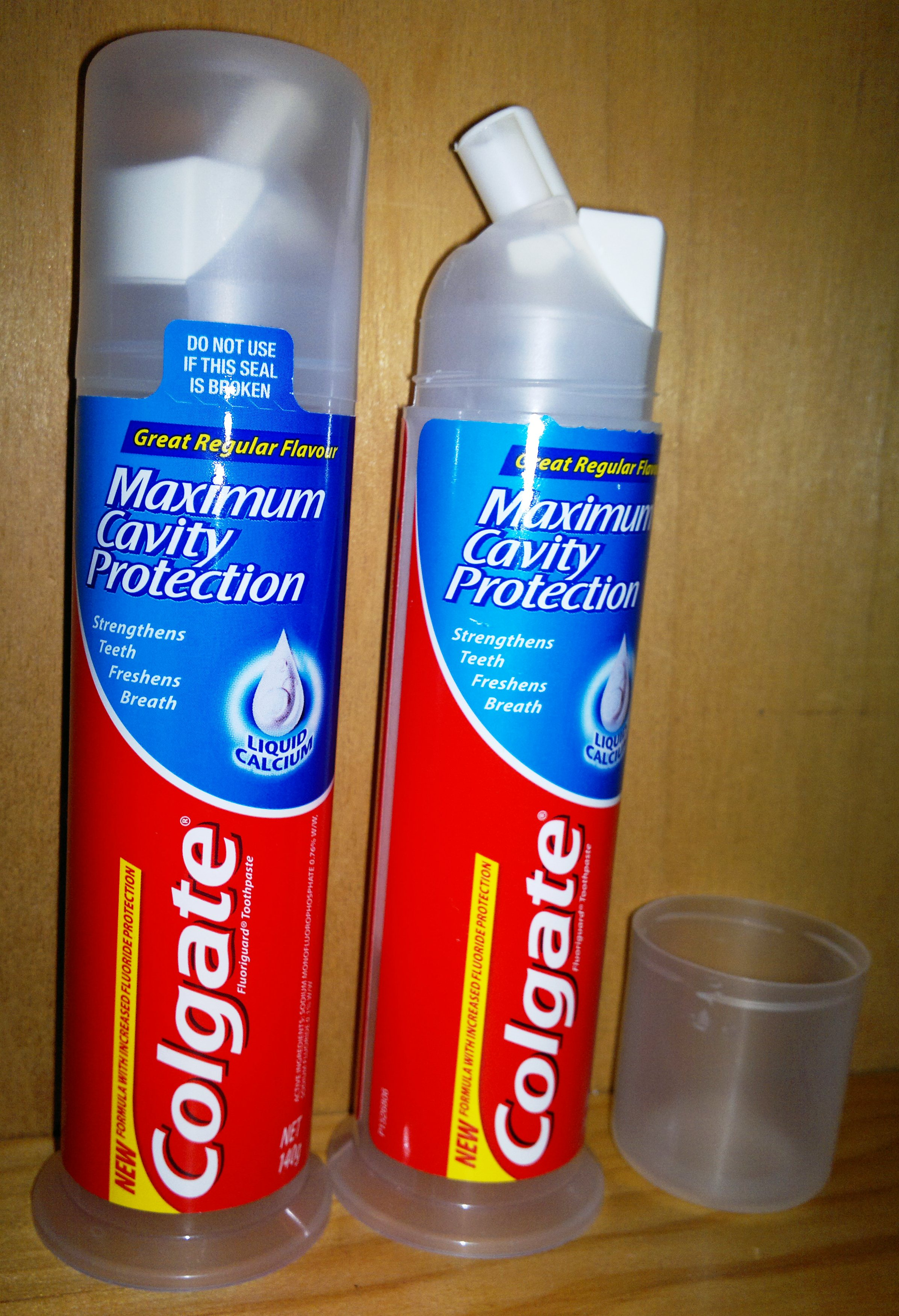
Зубна паста Colgate з дозатором

У 1956 році, через три роки після перейменування корпорації, внутрішня і міжнародна штаб-квартира компанії «Colgate-Palmolive» була переміщена в офісний будинок на Парк-авеню 300, в Нью-Йорку. 1966 ознаменувався випуском на ринок нового продукту, ним став засіб для миття посуду Palmolive. До 1967 року обсяг продажів корпорації перевищив рубіж в 1 млрд доларів. Наступний рік в історії зубних паст був пов'язаний з удосконаленням лікувально-профілактичних властивостей продукції по догляду за ротовою порожниною, чому послужила нова формула, в яку були введені фторвмісні сполуки, які кваліфікуються як надійний захист зубів від карієсу. Тоді ж компанія запустила Ultra Brite: продукт, що позиціонується як косметична зубна паста. У 1976 році «Colgate-Palmolive» почала розширювати рамки бізнесу, зайнявшись продажем кормів для тварин після покупки компанії «Hill's Pet Products», яка спеціалізувалася на виробництві дієтичних кормів для домашніх тварин. Компанія постійно випускала який-небудь новий продукт: наприклад, було запущено дезодоруюче мило Irish Spring в 1972 році, потім гелеподібна зубна паста Colgate Winterfresh в 1981 році, а також рідина для посудомийних машин в 1986 році. 1990-і роки відзначені придбанням нових торгових марок, оновленням асортименту і всіляким зміцненням бізнесу.
У 1990 році компанія придбала бренд Javex (відбілювач), що вивело «Colgate-Palmolive» на перше місце на ринку відбілювачів за межами Сполучених Штатів. У 1991 році компанія «Colgate-Palmolive» поглинула бізнес провідної компанії з чищення дерев'яних покриттів в США Murphy Oil Soap. У 1992 році компанія Mennen увійшла в корпорацію «Colgate-Palmolive», внаслідок чого вона стала одним з лідерів на ринку засобів по догляду за тілом. Також компанія розвивалася і росла у світовому масштабі; так, наприклад, в 1992 році компанія розширила кордони та почала працювати в країнах Східної Європи та в Китаї.
У 1993 році корпорація стала володарем прав на бренди рідкого мила компанії SC Johnson; це вивело «Colgate-Palmolive» в лідируючі позиції на ринку мила для рук. У 1994 році відкрилася фабрика Colgate-Palmolive в Китаї, яка займається виробництвом засобів догляду за ротовою порожниною. У 1998 році Colgate-Palmolive стає абсолютним лідером в Сполучених Штатах на ринку зубних паст, чому багато в чому сприяв успіх зубної пасти Colgate Total, яка, за твердженнями розробників, гарантує надійний захист від 12 проблем порожнини рота протягом 12 годин. Цей вид зубної пасти продають у 100 країнах світу. У 1997 році цей вид пасти був схвалений адміністрацією з питань харчування та охорони здоров'я в США, а також схвалений Американською стоматологічною асоціацією як засіб проти захворювань ротової порожнини та зубів, зокрема, карієсу і гінгівіту.
25 жовтня 2012 року компанія оголосила, що скоротить 2 310 працівників, або 6% своєї робочої сили, до кінця 2016 року, щоб зробити компанію з виробництва споживчих товарів більш ефективною. У 2018 році компанія посіла 184 місце у списку Fortune 500 найбільших корпорацій США за доходами. У 2021 році компанія посіла 15-те місце у списку брендів, яким найбільше довіряють, за версією Morning Consult.
У 2018 році компанія Colgate спільно з Apple випустили “розумну” зубну щітку. Щітка дає зворотний зв’язок в режимі реального часу. Для цього на неї необхідно встановити iOS-додаток Colgate Connect і синхронізувати пристрій з телефоном. Зубна щітка встановлює “карту рота” і контролює процес чищення зубів.
Сьогодні  Colgate-Palmolive має філії та відділення в більш ніж 200 країнах світу. Вона володіє такими марками, як Colgate, Palmolive, Mennen, Lady Speed Stick, Softsoap, Protex, Sorriso, Kolynos, Ajax, Axion, Soupline, Suavitel і Fab, а також Hill's (корм для тварин).